# Synchiropus claudiae
Synchiropus claudiae är en fiskart som beskrevs av Fricke, 1990. Synchiropus claudiae ingår i släktet Synchiropus och familjen sjökocksfiskar. IUCN kategoriserar arten globalt som livskraftig. Inga underarter finns listade i Catalogue of Life.